# Aeropuerto de Bodø
El Aeropuerto de Bodø (en noruego: Bodø lufthavn) (IATA: BOO, OACI: ENBO) es el aeropuerto que sirve a la ciudad de Bodø, en la provincia de Nordland, Noruega. Situado al sur del centro de la ciudad, comparte instalaciones con la Base Aérea de Bodø. Además de los destinos nacionales más importantes, desde aquí salen vuelos regionales hacia Helgeland, Lofoten y Vesterålen.

## Base aérea
La Base Aérea de Bodø (en noruego: Bodø hovedflystasjon), situada junto al aeropuerto, es la más grande de este tipo en Noruega. La Real Fuerza Aérea de Noruega tiene aquí escuadrones de F-16 Fighting Falcon y Westland Sea King.

## Aerolíneas y destinos

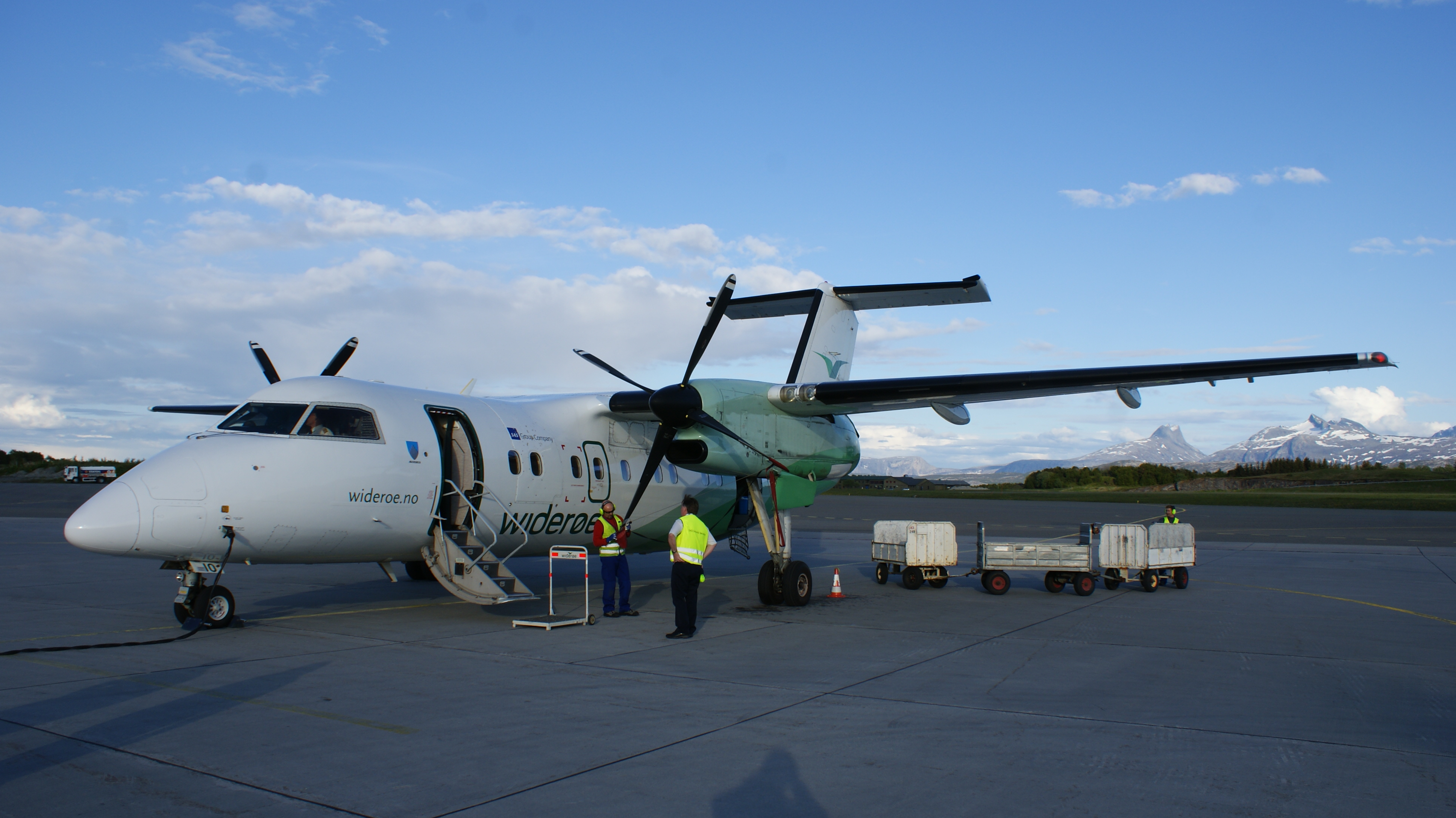
Bombardier Dash 8 de Widerøe en el Aeropuerto de Bodø

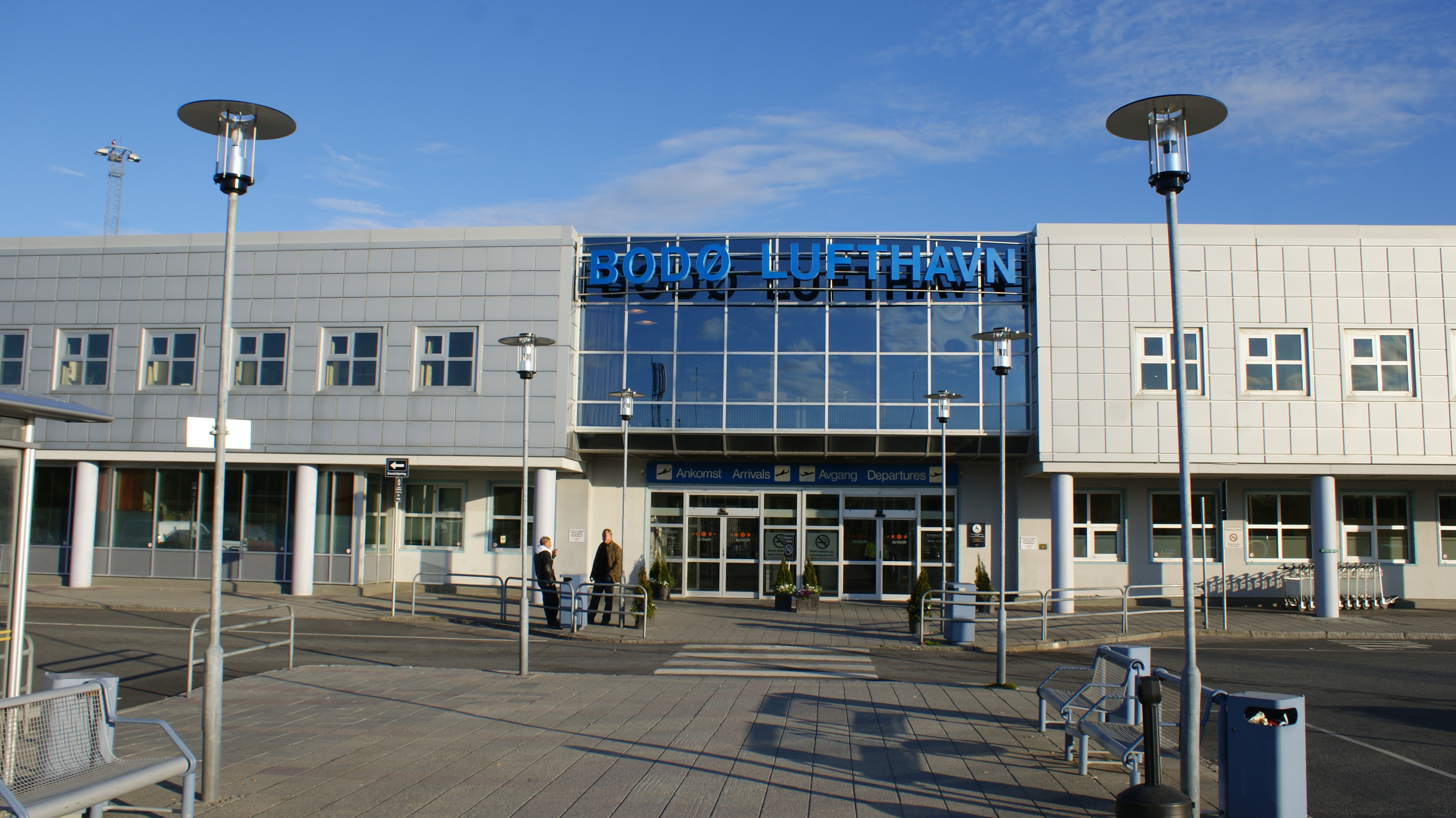
Terminal del Aeropuerto de Bodø

| Aerolíneas                                     | Destinos |
| ---------------------------------------------- | --- |
| Austrian Airlines operado por Tyrolean Airways | Estacional: Viena |
| BH Air                                         | Chárter: Burgas |
| Corendon Airlines                              | Chárter: Alta, Milas-Bodrum |
| Croatia Airlines                               | Chárter: Split |
| Freebird Airlines                              | Estacional: Antalya |
| Lufttransport                                  | Værøy |
| Norwegian Air Shuttle                          | Bardufoss, Oslo-Gardermoen, Sandefjord-Torp, Tromsø Chárter, estacional: Antalya, Faro, La Canea                                                                                               |
| Scandinavian Airlines                          | Oslo-Gardermoen, Trondheim-Værnes, Tromsø, Alicante Estacional: Estocolmo-Arlanda, La Canea |
| Sky Airlines                                   | Antalya |
| Thomas Cook Airlines Scandinavia               | Chárter, estacional: Gran Canaria |
| Widerøe                                        | Andenes, Bergen-Flesland, Brønnøysund, Harstad/Narvik-Evenes, Leknes, Mo i Rana, Mosjøen, Narvik-Framnes, Røst, Sandnessjøen, Stokmarknes, Svolvær Estacional: Sandefjord-Torp, Stavanger-Sola |

## Transporte terrestre
El Aeropuerto de Bodø se encuentra a 1,5 km del centro de la ciudad y 2 km de la estación de tren. El traslado se puede realizar en autobús, taxi o a pie. También hay autobuses regionales desde el mismo.

## Museo de Aviación de Noruega
El Museo de Aviación de Noruega se encuentra al lado del aeropuerto, en un edificio con forma de hélice. El 31 de marzo de 1992 el parlamento de Noruega aprobó la construcción de un centro de aviación que fue inaugurado el 15 de mayo de 1994. El Museo de Aviación Militar (en noruego: Luftfartsmuseet) se abrió al público en mayo de 1995, y el Museo de Aviación de Noruega el 1 de enero de 1998. 
Este museo exhibe varias aeronaves militares, incluyendo un Lockheed U-2, Gloster Gladiator y Supermarine Spitfire. También hay aviones civiles como el de Havilland Canada DHC-3 Otter, un Junkers Ju 52/3m con flotadores o un Fokker F28-1000 Fellowship.

## Accidentes e incidentes
- Los aviones espía Lockheed U-2 fueron estacionados aquí en 1958. El 1 de mayo de 1960, un U-2 pilotado por Gary Powers se dirigía hacia Bodø desde Pakistán, pero fue derribado, causando el Incidente del U-2.
- El 4 de diciembre de 2003, un Dornier 228 de Kato Airline operando como Vuelo 603 recibió el impacto de un rayo, causando una fractura de la barra de control del timón de profundidad. Como consecuencia, realizó un aterrizaje forzoso quedándose corto de pista y fue dado de baja. Los dos miembros de la tripulación recibieron heridas graves y los dos pasajeros heridas leves.[2]
- El 29 de septiembre de 2004, un solicitante de asilo armado con un hacha atacó al piloto de un vuelo de Kato Airline procedente de Narvik, provocando que el avión cayera en picado. El agresor fue reducido por los pasajeros, incluyendo Odd Eriksen —quien después sería Ministro de Comercio de Noruega— y el avión aterrizó de forma segura en Bodø.